# Dueling Banjos
Dueling Banjos è un brano di Eric Weissberg del 1972, cover del brano Feudin' Banjos, pubblicato da Arthur "Guitar Boogie" Smith nel 1955. 
Dueling Banjos venne utilizzato nella colonna sonora del film Un tranquillo weekend di paura e pubblicato come singolo nello stesso anno. Il brano entrò ai primi posti delle classifiche americane.

## Formazione
- Eric Weissberg – banjo
- Steve Mandell – banjo